# Naturschutzgebiet Kellenberger Kamp
Das Naturschutzgebiet Kellenberger Kamp (NSG-Kennung DN-001) befindet sich in den Gemeinden Jülich und Linnich im Kreis Düren in Nordrhein-Westfalen. Es handelt sich um ein Waldgebiet in der Niederung der Rur nordwestlich von Schloss Kellenberg zwischen Barmen und Floßdorf. Das Naturschutzgebiet ist rund 24 Hektar groß und wurde erstmals 1953 ausgewiesen.
Die NSG-Flächen liegen innerhalb des deutlich größeren FFH-Gebiets Kellenberg und Rur zwischen Flossdorf und Broich (Kennung DE-5003-301), wodurch der Bereich auch zum europäischen Schutzgebietsnetz Natura 2000 zählt. Besonders bemerkenswert ist, dass es im Kellenberger Kamp eine für deutsche Verhältnisse relativ stark ausgeprägte Population des Atlantischen Hasenglöckchens gibt. 